# ماكسيميليان شيل
ماكسيميليان شيل (بالألمانية: Maximilian Schell) (8 ديسمبر 1930 – 1 فبراير 2014)، هو ممثل سويسري مولود في النمسا، مثّل في العديد من الأفلام والمسرحيات وكتب وأخرج وأنتج بعضًا من أفلامه الخاصة. فاز بجائزة الأوسكار لأفضل ممثل في 1961 عن دوره في الفيلم الأمريكي جاجمنت آت نورمبرغ (حكم في نورمبرغ)، وقد كان هذا ثاني دور تمثيلي له في هوليوود. وُلد في النمسا، وترعرع في بيئة محاطة بالفن والأدب بسبب اهتمام والديه بشتى أنواع الفنون. فرت عائلته إلى سويسرا عندما كان طفلًا في 1938 بعد احتلال ألمانيا النازية للنمسا واستقروا في مدينة زيورخ. تفرغ شيل للتمثيل والإخراج تمامًا بعد انتهاء الحرب العالمية الثانية. ظهر في عدد من الأفلام الألمانية المناهضة للحرب، وانتقل بعد ذلك إلى هوليوود.
حاز شيل على دور البطولة في عدد من الأفلام ذات الطابع النازي، بسبب تمكنه من التحدث باللغتين الإنجليزية والألمانية. ترشح لجائزة الأوسكار عن دوره في فيلمين من هذه الأفلام وهما: ذا مان إن ذا غلاس بوث (1975، ترشح لجائزة أفضل ممثل رئيسي)، والذي جسد فيه شخصية ثنائية الهوية، وفيلم جوليا (1977، ترشح لجائزة أفضل ممثل مساعد).
اتسع نطاق الشخصيات التي جسدها خلال مسيرته التمثيلية إلى خارج الشخصيات الألمانية، إذ لعب دور شخصيات مختلفة مثل القائد الفنزويلي سيمون بوليفار والإمبراطور الروسي بطرس الأكبر والفيزيائي ألبرت أينشتاين. فاز بجائزة الغولدن غلوب عن دوره الذي جسد فيه شخصية فلاديمير لينين في الفيلم التلفزيوني ستالين (1992). مثل شيل في عدد من المسرحيات، واعتُبرت مسرحية هاملت التي مثل فيها «كواحدة من أفضل مسرحيات هاملت على الإطلاق».
كان شيل عازف بيانو ومايسترو ناجحًا، وعازفًا مع كلاوديو أبادو وليونارد برنستاين ومع فرق موسيقية مختلفة في برلين وفيينا. كانت أخته، ماريا شيل، من الممثلات المعروفات في هوليوود، وقد أنتج فيلمًا وثائقيًا عنها بعنوان ماي سيستر ماريا في 2002.

## النشأة
وُلد شيل في النمسا في مدينة فيينا، وهو ابن كل من الممثلة مارغريت (اسمها قبل الزواج هو نو فون نوردبيرغ) التي أدارت مدرسة لتعليم التمثيل، وهيرمان فيرديناند شيل، وهو شاعر وروائي وكاتب مسرحيات ومالك صيدلية سويسري. كان والداه من أتباع الكنيسة الرومانية الكاثوليكية.

لم يكن والد شيل متحمسًا كوالدته لفكرة دخول ماكسيميليان الشاب إلى مجال التمثيل، إذ أحس أن هذا لن يقود إلى «سعادة حقيقية». مع ذلك، أُحيط شيل بالتمثيل في أوائل شبابه: 
ترعرعت في جو المسرح واعتبرته أمرًا بديهيًا. أتذكر المسرح في صغري بنفس الطريقة التي يتذكر فيها معظم الناس أمهاتهم وهم يطبخون الطعام. أحاطني التمثيل والشعر من جميع الجوانب. كان أول ظهور لي في المسرح بعمر الثالثة، في فيينا . . .
أُجبرت عائلة شيل على الفرار من فيينا في 1938 للهرب من هتلر بعد عملية آنشلوس التي نتج عنها احتلال ألمانيا النازية للنمسا. استقروا في سويسرا في مدينة زيورخ.
نشأ شيل في زيورخ على قراءة الأدب الكلاسيكي، وكتب مسرحيته الأولى عند بلوغه العاشرة من عمره. لم يشأ شيل أن يُصبح ممثلًا في البداية، على الرغم من نشوءه في بيئة محاطة بالمسارح، وقال في هذا الخصوص: «كنت أريد أن أصبح رسامًا أو موسيقيًا أو كاتبًا مسرحيًا»، كوالده.
التحق شيل لاحقًا بجامعة زيورخ لمدة سنة، لعب خلالها في فريق كرة القدم الخاص بالجامعة وانضم إلى فريق التجديف، إضافة إلى كتابته لصالح الجرائد كمهنة بدوام جزئي من أجل الحصول على بعض النقود. انتقل شيل إلى ألمانيا بعد انتهاء الحرب العالمية الثانية والتحق بجامعة ميونخ لدراسة الفلسفة وتاريخ الفن. كان يعود أحيانًا إلى مدينة زيورخ خلال فترات العطل أو إلى مزرعة عائلته في الريف من أجل الكتابة في عزلة:
اعتاد أبي وعمي على صيد الغزلان هناك، لكنني لا أحب الصيد. أحب المشي في الغابة بمفردي. عزلت نفسي في أحد أكواخ الصيد لثلاثة أشهر خلال سنتي 1948 و1949 من دون هاتف ولا كهرباء وكنت أستمد الحرارة من موقد كبير مفتوح، وذلك أثناء كتابتي لجزء من روايتي الأولى والتي لم أريها لأي شخص من قبل.
عاد شيل بعد ذلك إلى زيورخ، وخدم في الجيش السويسري لمدة سنة، والتحق بعد هذه السنة بجامعة زيورخ مجددًا لسنة أخرى، وبعدها بجامعة بازل لمدة ستة أشهر. عمل في مهنة التمثيل عن طريق أدائه لبعض الأدوار الصغيرة في مسرحيات كلاسيكية وحديثة، وقرر تكريس حياته منذ ذلك الوقت للتمثيل بدلًا من السعي وراء الدراسات الأكاديمية:
قررت بعد ذلك بأنك إما أن تكون عالمًا أو فنانًا. وبالنسبة لي، أجد الاحترام والإحساس والتحفيز والإلهام أهم بكثير. ينتج الفن من الفوضى وليس من التحليل الميكانيكي. لذا بعد اتخاذي لقراري، لم يكن هناك معنى من استمراري بالدراسة والسعي للحصول على شهادة. إنها كالجائزة، لا تعني شيئًا بحد ذاتها. أرى أن الشهادة ليست سوى لقبًا، ولا أعتقد بوجوب حيازة الفنان على لقب.
بدأ شيل التمثيل في مسرح بازل.
كانت أخت شيل الكبرى، ماريا شيل، ممثلة أيضًا، إضافة إلى هذا فقد عمل كل من أخيه كارل شيل (1927-2019) وأخته إيماكيولاتا «إيمي» شيل (1935-1992) في مجال التمثيل أيضًا.

## الحياة الشخصية
كان شيل على علاقة دامت لمدة ثلاث سنوات خلال ستينيات القرن العشرين مع ثريا اسفندياري بختياري، وهي الزوجة السابقة لشاه إيران. كانت هناك إشاعات تفيد بكونه مخطوبًا من دونيال لونا في منتصف ستينيات القرن العشرين، وهي أول عارضة أزياء أمريكية من أصل أفريقي. التقى بالممثلة الروسية ناتاليا أندريشنكو في 1985، والتي تزوجها في يونيو 1986؛ وُلدت ابنتهما ناستازيا في 1989. دخل شيل في علاقة مع مؤرخة الفن النمساوية إليزابيث ميشيتش بعد 2002 وانفصاله عن زوجته (التي طلقها في 2005). دخل شيل في علاقة رومانسية مع مغنية الأوبيرا الألمانية إيفا ميهانوفيتش في 2008 وتزوجا في 20 أغسطس 2013.
كان شيل عازف بيانو شبه محترف لأغلب فترات حياته. امتلك شيل بيانو عند عيشه في ميونخ وقال بأنه كان يعزف لساعات متواصلة لمتعته الخاصة ولتساعده على الاسترخاء: «أجدني بحاجة إلى الراحة. يجب على الممثل أن يحظى باستراحات بين فترات العمل، لتجديد نفسه وللقراءة وللمشي ولقطع الخشب».
ادّعى المايسترو ليونارد بيرنستاين كون شيل «من عازفي البيانو المذهلين». قرأ شيل بعضًا من رسائل بيتهوفن للجمهور في برنامج صُور لصالح شبكة التلفزيون الأمريكية بّي بي أس في 1982، وذلك قبل بدء فرقة فيينا فيلهارمونيك الموسيقية بالعزف تحت قيادة المايسترو بيرينستاين. اشترك بيرنستاين وشيل في 1983 باستضافة سلسلة تلفزيونية مؤلفة من 11 جزءًا، والتي عُرفت باسم بيرنستاين/بيتهوفن، والتي تضمنت تسع سمفونيات حية، إضافة إلى نقاشات بين بيرنستاين وشيل حول أعمال بيتهوفن. عمل شيل في بعض الأحيان مع المايسترو كلاوديو أبادو ومع أوركسترا برلين الفيلهارمونية، والتي تضمنت أداءً في شيكاغو لأوبرا أوديب ريكس لإيغور سترافينسكي، وعرضًا آخر لحكاية ناجٍ من وارسو لآرنولد شوينبيرغ في القدس. أنتج شيل وأخرج عددًا من الأوبرات الحية، من ضمنها أوبرا لوهينغرين لريتشارد واغنر لصالح أوبرا لوس أنجلوس. عمل على مشروع فيلم بيتهوفنز فايديليو مع بلاسيدو دومينغو وكينت ناغانو.
كان شيل أستاذًا زائرًا في جامعة كاليفورنيا الجنوبية ومُنح شهادة الدكتوراه الفخرية من معهد سبيرتوس للتعلم والقيادة اليهودية في شيكاغو.

## روابط خارجية
- ماكسيميليان شيل على موقع IMDb (الإنجليزية)
- ماكسيميليان شيل على موقع الموسوعة البريطانية (الإنجليزية)
- ماكسيميليان شيل على موقع روتن توميتوز (الإنجليزية)
- ماكسيميليان شيل على موقع مونزينجر (الألمانية)
- ماكسيميليان شيل على موقع ألو سيني (الفرنسية)
- ماكسيميليان شيل على موقع تيرنر كلاسيك موفيز (الإنجليزية)
- ماكسيميليان شيل على موقع أول موفي (الإنجليزية)
- ماكسيميليان شيل على موقع قاعدة بيانات برودواي على الإنترنت (الإنجليزية)
- ماكسيميليان شيل على موقع قاعدة بيانات الأفلام السويدية (السويدية)
- ماكسيميليان شيل على موقع إن إن دي بي (الإنجليزية)